# LUX 048
LUX 048 fue un evento de artes marciales mixtas producido por LUX Fight League, que se llevó a cabo el 29 de noviembre de 2024 en el Showcenter Complex de Monterrey, Nuevo León, México.

## Antecedentes
El evento estelar contó con una pelea por el Campeonato de Peso Mosca de LUX entre el campeón Jorge Calvo y Kike González. Ambos ya se habían enfrentado en LUX 041, donde Calvo logró retener su título.
El evento coestelar fue una pelea por el Campeonato de Peso Pluma de LUX entre Édgar Delgado y Alejandro Corrales.

## Resultados
1. ↑  Por el Campeonato de Peso Mosca de LUX
2. ↑  Por el Campeonato de Peso Pluma de LUX